# Nordfriedhof (Kiel)
Het Nordfriedhof is een begraafplaats in de wijk Ravensberg in het stadsdeel Ravensberg/Brunswik/Düsternbrook van Kiel in de Duitse deelstaat Sleeswijk-Holstein.

## Oorlogsgraven
Op de begraafplaats liggen 992 slachtoffers uit de Tweede Wereldoorlog begraven, waarvan 96 ongeïdentificeerd. Het overgrote deel van de begraven militairen zijn vliegeniers, die zijn neergeschoten boven Duitsland. Er zijn 983 graven van het Gemenebest en er zijn negen Poolse graven. De militaire graven worden onderhouden door de Commonwealth War Graves Commission, die de begraafplaats geregistreerd heeft als Kiel War Cemetery.